# هدیه (فیلم ۱۳۹۳)
هدیه فیلمی ویدئویی و محصول سال ۱۳۹۳ کشور ایران است. از بازیگران آن می‌توان به علی انصاریان و ماه‌چهره خلیلی اشاره نمود. این فیلم بر اساس یک داستان واقعی ساخته شده است.

## بازیگران
| بازیگران       | نقش   |
| -------------- | ----- |
| علی انصاریان   | عباس  |
| ماه چهره خلیلی | ستاره |

## خلاصه داستان
عباس و ستاره زوج خوشبختی اند و عباس راننده تاکسی است. زندگی عادی آن ها بعد از مطلع شدن از سرطان ستاره، زن عباس،  وارد مرحله جدیدی می‌شود.